# Katarzyna Jurkowska-Kowalska
Katarzyna Jurkowska-Kowalska, née le 18 février 1992 est une gymnaste artistique polonaise.

## Palmarès

### Championnats du monde
- participation aux Championnats du monde de 2007,  2009, 2010, 2014 et 2015.

### Coupe du monde
- 2e place à la poutre à Maribor pour la Coupe du monde 2012

### Championnats d'Europe
- Moscou 2013
  - 5e à la poutre
- Berne 2016
  - 8e au saut

### Championnats de Pologne
- médaille d'or au concours général individuel en 2015 et 2016
- médaille de bronze au concours général individuel en 2009, 2010 et 2014